# Peter Gauhe
Peter Gauhe (* 8. Juni 1940, gestorben 9. Juni 2020) war ein deutscher Beleuchter, Kameramann, Fotograf und Schauspieler. Von 1969 bis 1974 arbeitete er eng mit dem Regisseur Rainer Werner Fassbinder zusammen. Ab 1978 arbeitete Peter Gauhe als Kameramann und betrieb in München einen Film- und Videogeräteverleih.
Seit 1960 war er Mitglied des Corps Palatia Bonn.

## Filmografie (Darsteller)
- 1971: Warnung vor einer heiligen Nutte
- 1971: Jakob von Gunten
- 1972: Acht Stunden sind kein Tag
- 1973: Die Zärtlichkeit der Wölfe
- 1972–1974: Fontane Effi Briest
- 1973: Welt am Draht
- 1974: Angst essen Seele auf
- 1984: Ein Fall für zwei: Immer Ärger mit Ado